# 無尾絨弄蝶
無尾絨弄蝶（Hasora anura）也稱無尾絨毛弄蝶、無趾弄蝶，是絨弄蝶屬的一種弄蝶。

## 分布
本種分布於中國華東、華南、華西地區、喜馬拉雅山區、印度阿薩密、中南半島北部與台灣中部山區。

## 生態習性
本種幼蟲以豆科植物為食。在台灣的紀錄以台灣紅豆樹為食草，取食新芽、幼葉。一年一世代，冬季以成蟲型態度冬，數量稀少。

## 資料來源
1. 1 2  徐堉峰. . 台中市: 晨星出版社. 2013. ISBN 978-986-177-669-9.

## 外部連結
- 维基共享资源上的相關多媒體資源：無尾絨弄蝶